# Pusillina testudae
Pusillina testudae is een slakkensoort uit de familie van de Rissoidae. De wetenschappelijke naam van de soort is voor het eerst geldig gepubliceerd in 1979 door Verduin.